# Harlan (Oregon)
Harlan az Amerikai Egyesült Államok északnyugati részén, Oregon állam Lincoln megyéjében, a Siuslaw Nemzeti Erdőben elhelyezkedő önkormányzat nélküli település.
A térség gazdasága a faiparon és a marhatartáson alapult.

## Története
Névadója James R. Harlan, az 1890 és 1968 között működő posta első vezetője. A temetőt szintén 1890-ben alapították.
1915-ben 200-an éltek itt, valamint önálló iskola is működött, amely 1926-ban új épületbe költözött. Az intézmény 1967-es megszűnésétől a diákok Eddyville-be jártak. Az 1926-ban épült, postaként és benzinkútként is szolgáló bolt 1971-ben bezárt, azóta magánlakássá alakították át. Ralph Friedman feljegyzése szerint 1993-ra a település kis része maradt csak fenn. Az 1961-ben épült templomot ma is használják.
Az utolsó fűrésztelep az 1980-as években zárt be; 2008-ban egy hobbiüzem még működött.

## Fordítás
- Ez a szócikk részben vagy egészben  a   Harlan, Oregon című angol Wikipédia-szócikk ezen változatának fordításán alapul.  Az eredeti cikk szerkesztőit annak laptörténete sorolja fel. Ez a jelzés csupán a megfogalmazás eredetét és a szerzői jogokat jelzi, nem szolgál a cikkben szereplő információk forrásmegjelöléseként.